# Britt (Iowa)
Britt é uma cidade localizada no estado americano de Iowa, no Condado de Hancock.

## Demografia
Segundo o censo americano de 2000, a sua população era de 2052 habitantes. 
Em 2006, foi estimada uma população de 1982, um decréscimo de 70 (-3,4%).

## Geografia
De acordo com o United States Census Bureau tem uma área de 
3,2 km², dos quais 3,2 km² cobertos por terra e 0,0 km² cobertos por água. Britt localiza-se a aproximadamente 374 m acima do nível do mar.

## Localidades na vizinhança
O diagrama seguinte representa as localidades num raio de 20 km ao redor de Britt. 